# Kim Seong-hun (Regisseur)

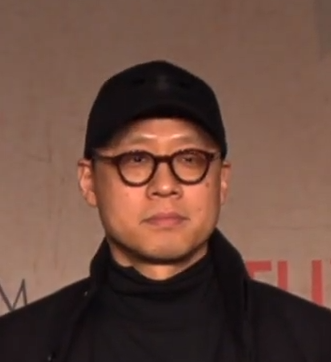
Kim Seong-hun, 2019

Kim Seong-hun (* 20. Februar 1971 in Gangneung, Südkorea) ist ein südkoreanischer Filmregisseur und Drehbuchautor.

## Leben
Kim Seong-hun startete seine Karriere als Regieassistent für die romantische Komödie Oh! Happy Day (2003) und He Was Cool (2004).
2006 dreht er seinen ersten eigenen Film. In How the Lack of Love Affects Two Men kämpfen ein Witwer und sein Sohn um die Liebe einer neuen Nachbarin. Allerdings war der Film an den Kinokassen nur mäßig erfolgreich und erhielt auch nur wenig gute Kritiken. Es dauerte acht Jahre, bis er seinen nächsten Film finanzieren konnte. Kim sagte, er hatte den Willen es noch einmal zu versuchen.
Er ließ sich von Pedro Almodóvars Volver (2006) inspirieren und begann sein neues Drehbuch im Jahr 2008, das er bis 2013 weiter bearbeitete, bis die Dreharbeiten schließlich starteten. Für die Hauptrollen konnte er Lee Sun-kyun und Cho Jin-woong gewinnen. In einer Mischung aus schwarzer Komödie und Thriller versucht ein korrupter Polizist die Leiche eines Opfers zu verstecken, wird dann jedoch von einer mysteriösen Figur erpresst. Kims Film, A Hard Day, feierte schließlich auf den Internationalen Filmfestspielen von Cannes 2014 Weltpremiere und erhielt viel Zuspruch.
2016 veröffentlichte er mit Tunnel einen Katastrophenthriller mit Ha Jung-woo und Bae Doona in den Hauptrollen. Mit über 7 Millionen Zuschauern in Südkorea ist es sein bislang kommerziell erfolgreichster Film.
Schließlich wurde er von Netflix für die Zombieserie Kingdom als Regisseur engagiert, in der sich ein Kronprinz in einer Intrige wiederfindet und sein Land von einer Seuche heimgesucht wird.

## Filmografie

### Filme
- 2006: How the Lack of Love Affects Two Men (애정결핍이 두 남자에게 미치는 영향)
- 2014: A Hard Day (끝까지 간다 Kkeutkkaji Ganda)
- 2016: Tunnel (터널)

### Webserien
- 2019: Kingdom (Netflix)

## Auszeichnungen
2014
- Grand Bell Award: Beste Regie für A Hard Day
- Busan Film Critics Award: Bestes Drehbuch für A Hard Day
- Blue Dragon Award: Bestes Drehbuch für A Hard Day
- Korean Film Producers Association Award: Beste Regie für A Hard Day

2015
- KOFRA Film Award: Beste Regie für A Hard Day
- Chunsa Film Art Award: Beste Regie (Grand Prix) für A Hard Day
- Baeksang Arts Award: Beste Regie für A Hard Day